# 李兄根
李 兄根（リ・ヒョングン、朝鮮語: 리형근）は、朝鮮民主主義人民共和国の政治家。慈江道人民委員会委員長、朝鮮労働党中央委員会委員候補。

## 経歴
出生地や生年月日は不明。2010年9月28日に開催された朝鮮労働党第3回党代表者会で、朝鮮労働党中央委員会委員に選出された。2015年6月に慈江道人民委員会委員長に任命され、2016年5月9日に開催された朝鮮労働党第7次大会で朝鮮労働党中央委員会委員候補に選出された。

## 参考サイト
북한정보포털
| 先代金徳訓 | 慈江道人民委員会委員長2015年 - | 次代現職 |